# Sleep (együttes)
A Sleep egy nagy hatású, amerikai doom metal/stoner rock zenekar. Az együttes három tagból áll: Al Cisneros, Matt Pike és Jason Roeder.
1990-ben alakultak meg a kaliforniai San Joséban. A zenekar a rövid életű Asbestosdeath nevű zenekar felbomlása után jött létre. A Sleep a doom metal műfaj egyik úttörőjének számít. Pályafutásuk alatt egyszer már feloszlottak, 1998-ban. A tagok később új zenekarokat alapítottak, Om illetve High on Fire neveken.

## Diszkográfia
- Volume One (1991)
- Sleep's Holy Mountain (1992)
- Dopesmoker (1999)[1]
- The Sciences (2018)